# دومین جشنواره بین‌المللی فیلم برلین
دومین  دوره جشنواره بین‌المللی فیلم برلین در ۱۲ ژوئن  ۱۹۵۲ آغاز شد و تا ۲۵ ژوئن ادامه پیدا کرد. در این دوره فیلی از سوئد به نام تابستانی پر از خوشبختی برنده خرس طلایی شد. آکیرا کوروساوا کارگردان معروف ژاپنی نیز با فیلم راشومون در بخش رقابت شرکت کرده بود.

ارنه ماتسون، برنده بهترین فیلم برای تابستانی پر از خوشبختی

## بخش رقابتی
| عنوان انگلیسی          | عنوان اصلی                 | کارگردان(ها)   | کشور تولید کننده |
| ---------------------- | -------------------------- | -------------- | ---------------- |
| بنال وطن               | Cry, the Beloved Country   | زولتن کوردا    | بریتانیا         |
|                        | Fanfan la Tulipe           | کریستین-ژاک    | فرانسه           |
| تابستانی پر از خوشبختی | Hon dansade en sommar      | ارنه ماتسون    | سوئد             |
| راشومون                | Rashōmon                   | آکیرا کوروساوا | ژاپن             |
| رود                    | Le Fleuve                  | ژان رنوآر      | فرانسه           |
| معجزه در میلان         | Miracolo a Milano          | ویتوریو دسیکا  | ایتالیا          |
| کمال گرا               | Un grand patron            | Yves Ciampi    | فرانسه           |
| همسر برای یک شب        | Moglie per una notte       | ماریو کامرینی  | ایتالیا          |
| در میان هزاران فانوس   | Unter den tausend Laternen | اریش انگل      | آلمان            |

## برندگان
| جایزه     | به خاطر فیلم           | برنده       |
| --------- | ---------------------- | ----------- |
| خرس طلایی | تابستانی پر از خوشبختی | ارنه ماتسون |